# Fredropol
Fredropol è un comune rurale polacco del distretto di Przemyśl, nel voivodato della Precarpazia.
Ricopre una superficie di 159,68 km² e nel 2004 contava 5 410 abitanti.